# Klubbheads
Klubbheads est un groupe musical de producteurs et de DJs originaire des Pays-Bas. Ils ont commercialisé leurs œuvres sous plus de 35 autres noms, dont Hi_Tack et Drunkenmunky. Ils comptent de nombreux hits musicaux durant les années 1990.

## Biographie
Koen Groeneveld (prononcé en néerlandais : [ˈkun ˈɣrunəˌvɛlt]) (DJ Boozy Woozy) et Addy van der Zwan (Itty Bitty) travaillent ensemble pour la première fois dans la série des Turn Up The Bass. Ils débutent dans la composition musicale durant les années 1990 avant de faire la connaissance de Jan Voermans (Greatski) en 1995. Le trio crée le sous-label Blue Records appartenant au label néerlandais Mid-Town Records pour la diffusion de leurs compositions sous le nom de Klubbheads. En 1996, ils atteignent pour la première fois les classements musicaux avec le titre Klubbhopping, atteignant la dixième place du UK Singles Chart en mai.. Il suit de deux nouvelles entrées au Top 40, en août 1997, de Discohopping (35e place) et en août 1998 de Kickin' Hard (36e place). En 1999, ils coproduisent le single The Launch pour DJ Jean, qui atteint la seconde place en septembre. Ils abandonnent également Blue Records pour diffuser leurs compositions chez Digidance.
Ils atteignant le Hot Dance Airplay du magazine Billboard en 2003 avec E (samples repris du titre Without Me d'Eminem) sous le nom de Drunkenmunky. Dans d'autres pays, le single est diffusé sous le titre E (As In Eveline) mais elle ne fait pas usage du sample d'Eminem. Leur titre Yeah! sample le hit crunk éponyme d'Usher et atteint le même succès. En 2005, ils reprennent Calabria de Rune RK sous le nom de Dirty Laundry. Sous le nom de Hi_Tack, ils remixent Say Say Say en 2006, une musique à l'origine composée par Paul McCartney et Michael Jackson (désormais intitulée Say Say Say (Waiting 4 U)), atteignant la quatrième place du UK Singles Chart.